# Myospila bruma
Myospila bruma este o specie de muște din genul Myospila, familia Muscidae, descrisă de Feng în anul 2003. Conform Catalogue of Life specia Myospila bruma nu are subspecii cunoscute.